# Skoltowie
Skoltowie, Saamowie kolscy – prawosławna ludność zamieszkująca Laponię, żyjący wokół wsi Sevettijärvi, Keväjärvi, Nellim i w miejscowości Inari oraz w różnych częściach Obwodu murmańskiego, a także we wsi Neiden w okolicy miejscowości Sør-Varanger. Skoltowie są uważani za lud tubylczy regionu pogranicznego pomiędzy dzisiejszą Finlandią, Rosją i Norwegią, m.in. na Półwyspie Kolskim i na sąsiadującym z nim Półwyspie Fennoskandzkim.
Język, którym się posługują, nazywany jest skolt, a z uwagi na jego charakter Skoltowie klasyfikowani są jako wschodnia grupa ludów saamskich.
W 2024 roku, Venke Törmänen, liderka NGO o nazwie Norrõs Skoltesamene, zabrała głos w Ságat, saamskiej gazecie, wskazując na to, że Skoltowie nie chcą, aby określano ich mianem „wschodnich Saamów”.

## Historia

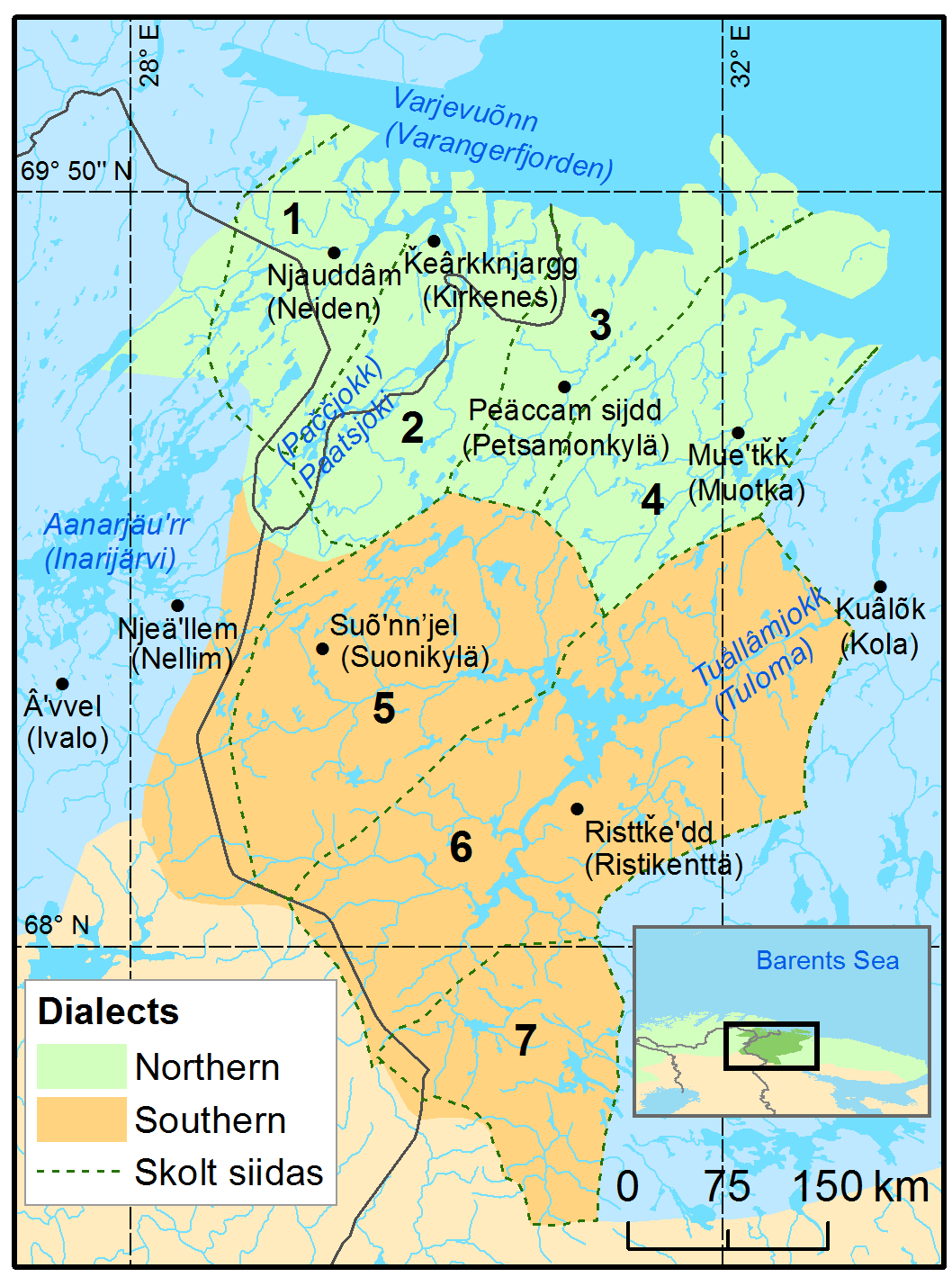
Tradycyjne terytoria Skoltów.

W wyniku zawarcia Traktatu w Tartu (1920), ziemie zamieszkiwane przez Skoltów zostały podzielone na dwie części: część zachodnia, Petsamo, stała się częścią Finlandii, podczas gdy część wschodnia stała się częścią Związku Radzieckiego.
Granica stała się zagrożeniem dla tożsamości Skoltów, ponieważ coraz trudniej było im żyć w tradycyjny sposób, opierając swoje utrzymanie na hodowli reniferów, polowaniu i rybołówstwie. W 1926 roku jedną czwartą ludności Petsamo stanowili Skolci, a w 1930 roku ich odsetek spadł do jednej szóstej.
Po wojnie zimowej (1939) Finlandia straciła swoją część Półwyspu Rybackiego na rzecz Związku Radzieckiego, a po wojnie kontynuacyjnej (1941–1944) utraciła również Petsamo, po rosyjsku nazywane Peczengą. W rezultacie Skolci mieszkający w Suonikylä i Paatsjoki zostali ewakuowani do Finlandii – Skolci z Suonikylä osiedlili się w Sevettijärvi, Skolci z Paatsjoki w Keväjärvi oraz wzdłuż rzeki Rautujoki w Sevettijärvi, a Skolci z Peczengi we wsiach Mustola i Sarmijärvi w Nellim.

## Demografia
Szacunki wskazują, że liczba etnicznych Skoltów wynosi około 1250, z czego około 400 osób potrafi mówić w języku skolt; większość z nich mieszka w Finlandii.
W Finlandii, Rosji i Norwegii ich liczba wynosi odpowiednio około 700, 400 i prawdopodobnie ponad 150 osób.

## Religia

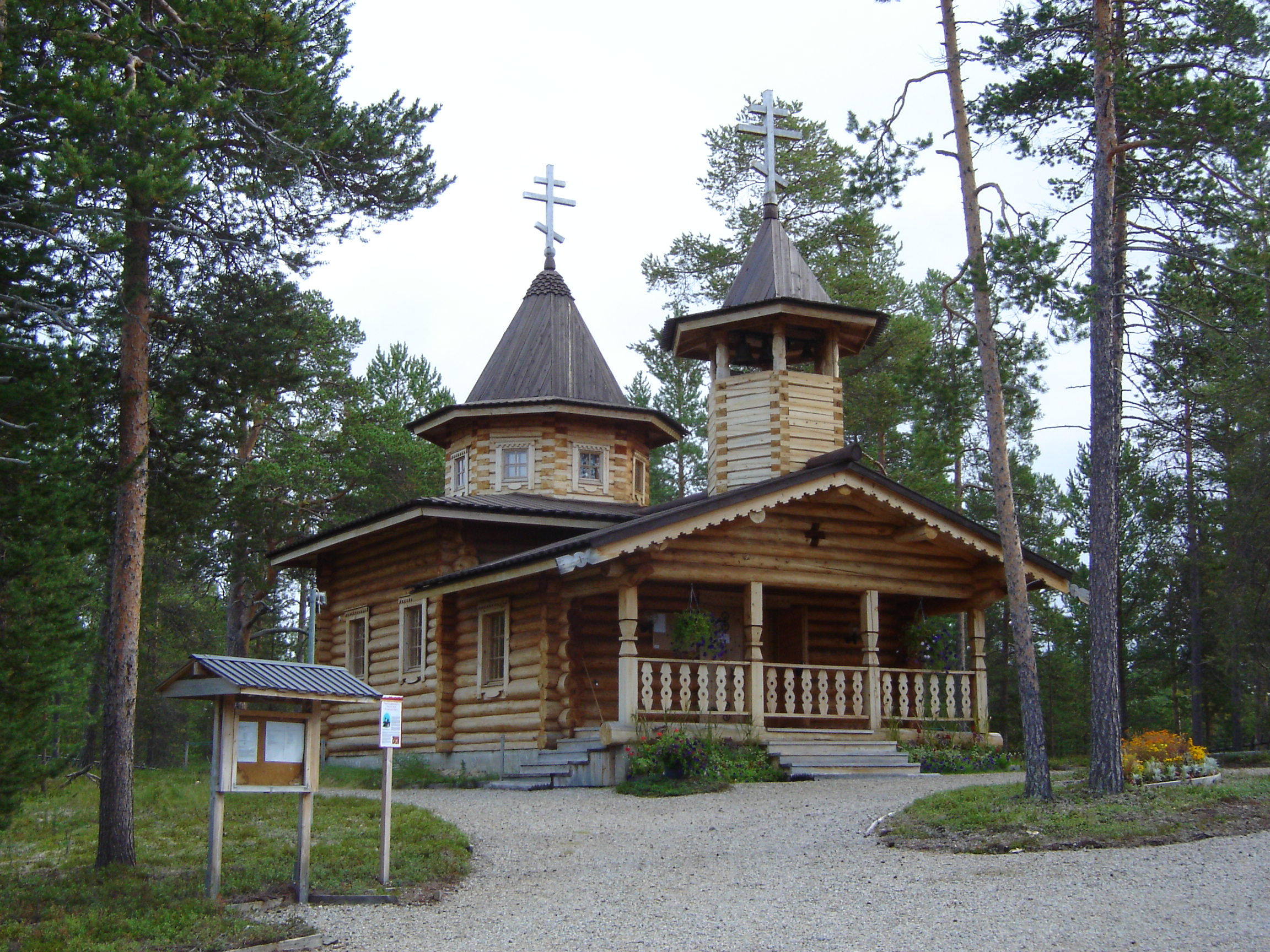
Drewniana skolcka cerkiew w Nellim

Święty Tryfon Pieczenski nawrócił Skoltów na Chrześcijaństwo w XVI wieku i obecnie większość Skoltów należy do Kościoła prawosławnego.

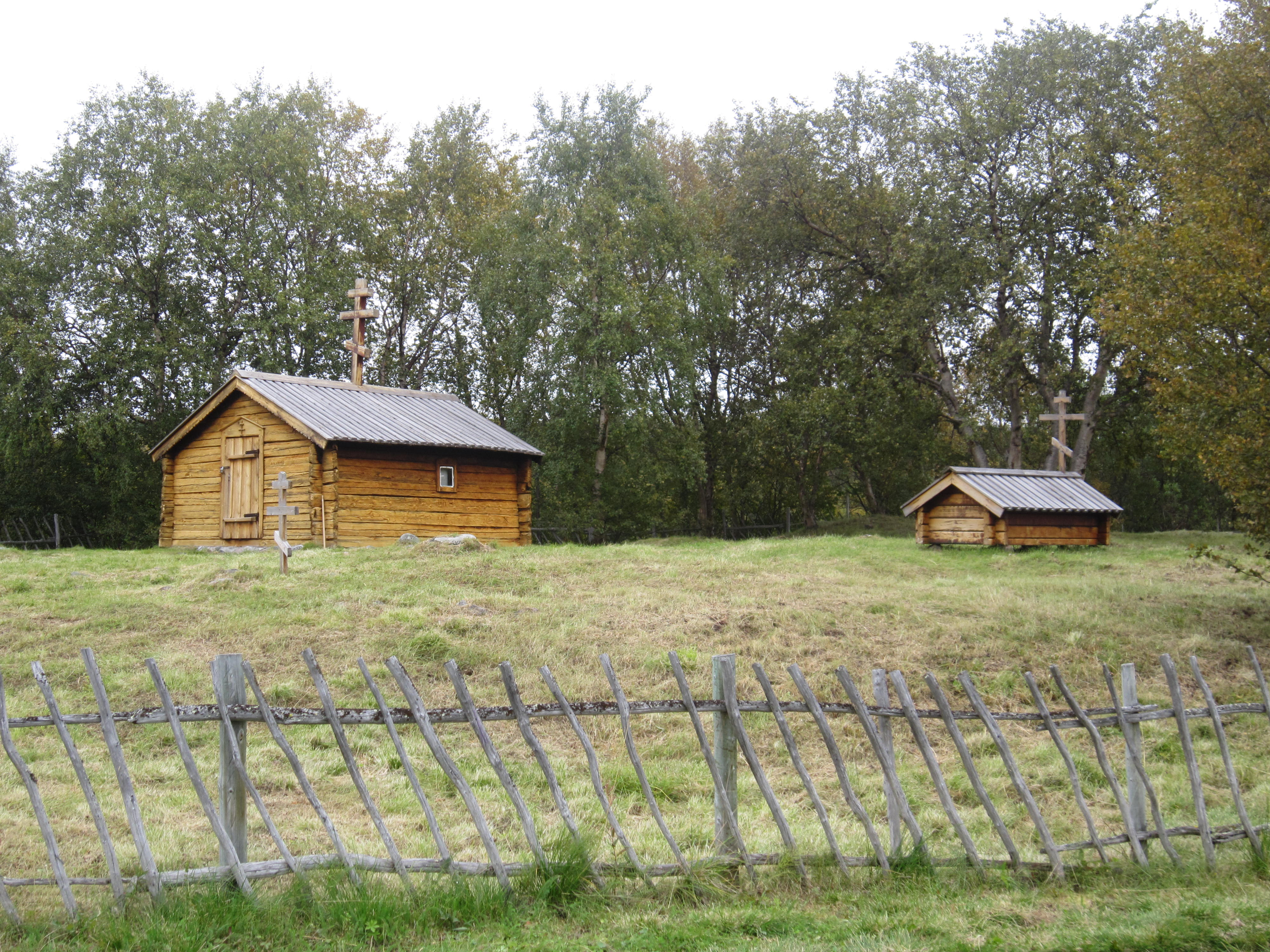
Skolcka kaplica prawosławna w Neiden

## Ciekawostki
- Jedną z bohaterek książki „Las powieszonych lisów” Arto Paasilinna jest Skoltka Naska Mosnikoff[8].
- Fiński serial z 2023 r. „Je’vida” w reżyserii Katji Gauriloff, opowiada historię Iidy i jej siostrzenicy i odnosi się do dyskryminacji i przymusowej asymilacji, której doświadczyli niegdyś Skoltowie[9][10].